# Agrotis venata
Agrotis venata är en fjärilsart som beskrevs av Emilio Berio 1936. Agrotis venata ingår i släktet Agrotis och familjen nattflyn. Inga underarter finns listade i Catalogue of Life.